# Konkokyo

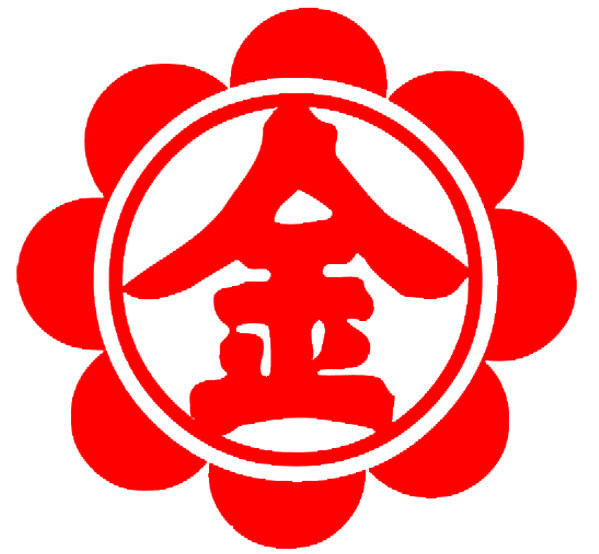
Simbolo del Konkōkyō

Il Konkōkyō (金光教?, Konkō-kyō) o semplicemente Konkō è una religione e un modo di vivere spirituale di origine giapponese. Ha origine nelle credenze dello Shinbutsu-shūgō, e ora è sia una religione indipendente sia parte dello Shintoismo settario, essendo membro della Kyoha Shintō Rengokai (Associazione dello Shinto settario).È una fede enoteista, e concentra la credenza religiosa dello spirito e dell'energia che scorrono attraverso tutte le cose (musubi, uno dei concetti chiave nello Shintoismo) in Tenchi Kane No Kami, o il Kami Dorato del Cielo e della Terra/dell'Universo (in giapponese, "Cielo e Terra" può anche significare l'Universo). Ci si può anche riferire a Tenchi Kane no Kami come "Tenchi No Kami-Sama," "Oyagami-Sama," "Kami-Sama," e "Kami." In lingua italiana, il Kami può essere anche chiamato "Genitore Divino dell'Universo," "Genitore Principio", "Kami Genitore", "Kami-Sama", o "Kami". Molte altre scuole di Shinto ritengono che questa energia sia "natura divina", che esiste in modo indipendente.
Il Konkōkyō è talvolta considerato panteista a causa della credenze che Kami sia onnipresente e sia lo spirito e l'energia dell'universo. Questa è anche la ragione per cui talvolta l'universo è chiamato "il corpo di Kami". Tuttavia, la differenza è che Tenchi Kane no Kami è cosciente, e che è un tipo di energia gentile e delicata. Proprio come il genitore ideale, offre amore, affetto, supporto, e ci aiuta a crescere tramite doni dell'universo. Si insegna che questo Kami ami ogni persona, senza badare alla loro provenienza, religione, sesso, genere, e così via. Anche se ci si riferisce a Kami con il genere maschile per convenienza, non è di genere strettamente maschile o femminile.

## Il fondatore
Bunjirō Kawate (川手文治郎?, Kawate Bunjirō, 1814–1883) è riconosciuto come il fondatore della via Konkō-kyō e dei suoi insegnamenti, che hanno inizio nel 1859. È nato il 29 settembre 1814 nel villaggio di Urami nella Provincia di Bitchū (chiamata oggigiorno Asakuchi, nella Prefettura di Okayama) in una famiglia contadina. Urami era un piccolo villaggio tranquillo situato a circa due chilometri a nordest dell'attuale sede centrale. Bunji, portato sulla schiena dal padre, visitava di frequente numerosi templi e santuari. Gli fu dato il nome Genshichi, ed era il secondo figlio di Kandori Juhei (Padre) e Kandori Shimo (Madre). Quando Genshichi raggiunse i 13 anni, ricevette un'istruzione da Ono Mitsuemon, il capo villaggio, per due anni.

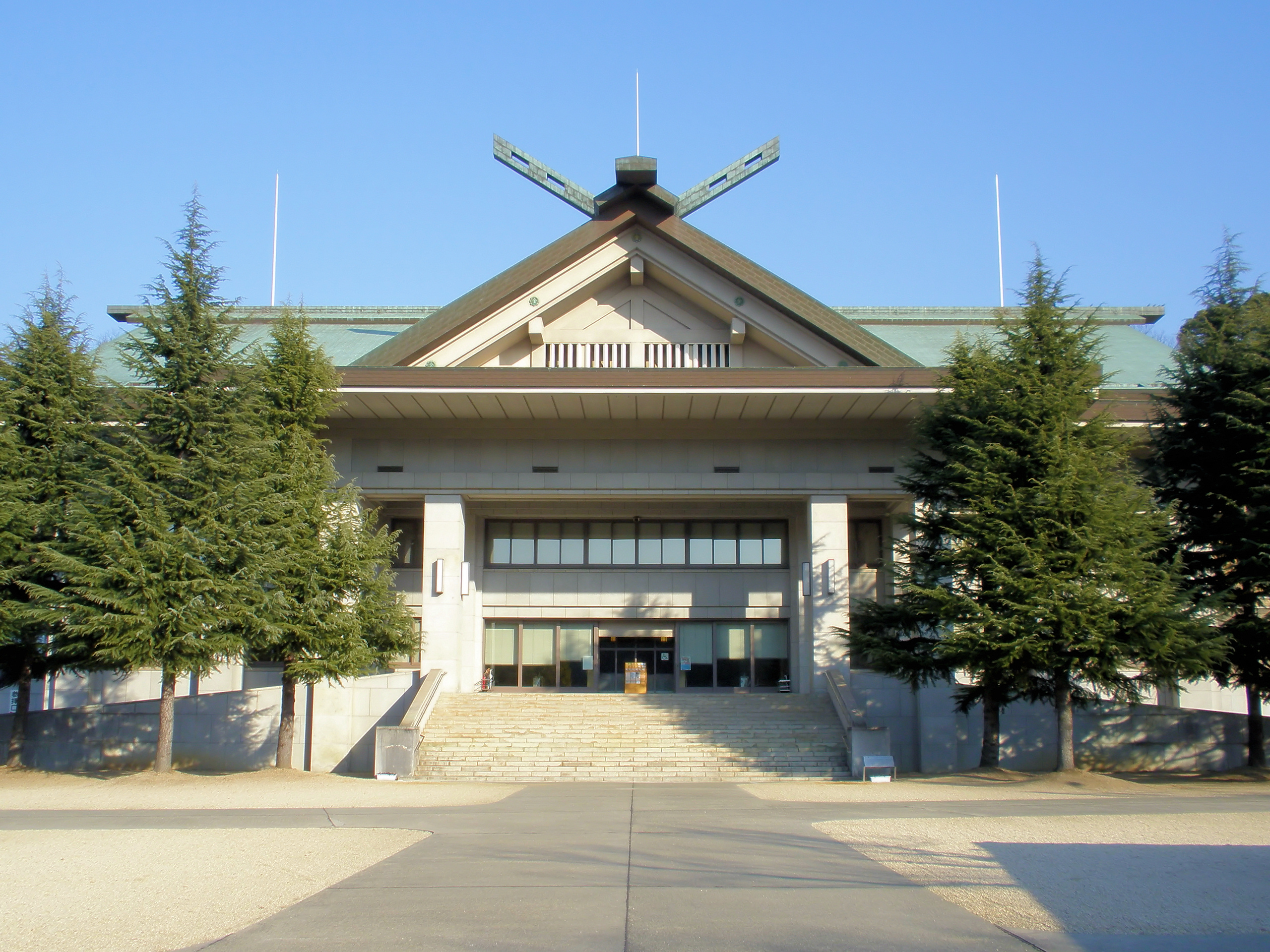
Sala di preghiera centrale (Sede centrale del Konkōkyō)

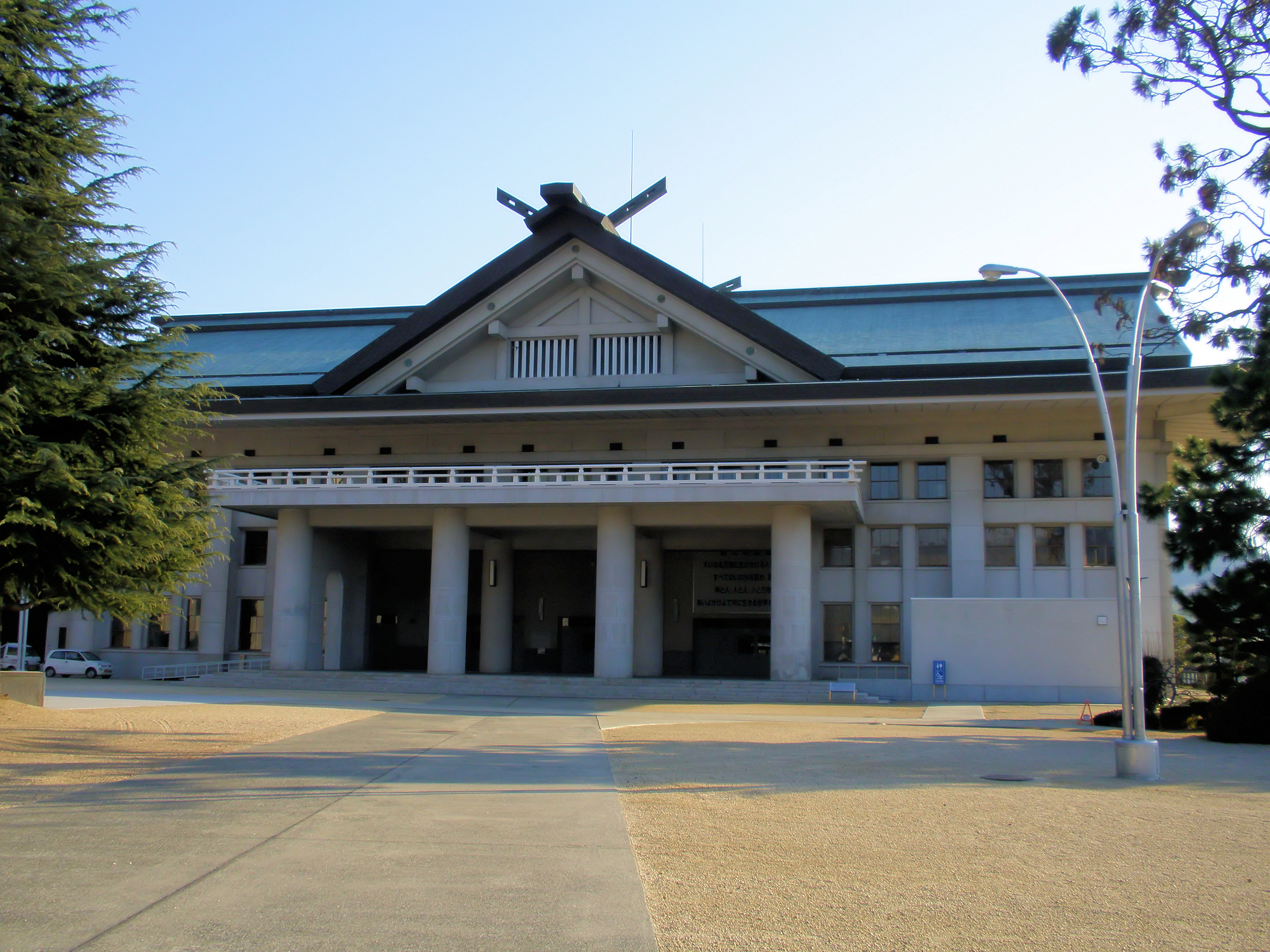
Sala centrale dei servizi religiosi (Sede centrale del Konkōkyō)

Dato che Genshichi era il secondogenito e dunque non ci si aspettava che dovesse continuare la linea familiare o gestire la fattoria della famiglia, fu organizzato che venisse adottato nell'autunno del 1825. All'età di dodici anni, Genshichi fu adottato nella famiglia Kawate da Kawate Kumejiro (Padre) e Kawate Iwa (Madre), e gli venne dato il nome di Kawate Bunjiro, o Bunji. Lavorava con impegno per il benessere della sua famiglia, e ricevette il rispetto di chi gli stava accanto.
Nel 1855, all'età di quarantadue anni, Bunjirō visitò il tempio locale Kibitsu Jinja per una cerimonia di divinazione e preghiera, dato che era il suo yakudoshi (o anno sfortunato). In quell'occasione ritenne di aver ricevuto un buon auspicio, ma quello stesso anno soffrì di una grave malattia alla gola, che diventò una condizione cronica e che, per quel periodo, lo rese inabile di parlare o muoversi. Non riuscendo ad ottenere aiuto dai dottori, si affidò dunque ai rituali shintoisti per trovare la causa del suo malessere con all'aiuto del cognato, Furukawa Ijiro. La divinità di Ishizuchi rivelò attraverso un oracolo che Bunjirō era destinato a morire per aver offeso la divinità Konjin. Riconoscendo i suoi errori, Bunjirō desiderava scusarsi con la divinità. Grazie al suo sincero rammarico, riuscì a riottenere la sua voce, con la quale fu in grado di scusarsi con la divinità personalmente. Da quel giorno si rimise gradualmente dalla sua malattia, e l'esperienza influenzò fortemente la sua fede e i suoi pensieri.
Da quel giorno, continuando con il suo cammino religioso, accaddero altri episodi spirituali, e la sua fede nei Kami e Bodhisattva crebbe. In particolare, pregò a Konjin molto spesso, a causa dell'esperienze spirituale avvenuta durante il suo anno yakudoshi. Col tempo, la sua fede lo portò a pregare a molteplici kami come a una divinità composita. Considerava questà divinità composita come Nittenshi (la concezione buddista del Sole), Gattenshi (la concezione buddista della Luna), e Kane no Kami (il Nigimitama di Ushitora no Konjin). Alla fine però, questa divinità si rivelò tramite un oracolo che non era una divinità composita, ma la divinità che è lo spirito/l'anima dell'energia e delle dinamiche universali, al quale Bunjirō attribuì il nome di Tenchi Kane no Kami.
Dunque, Bunjirō incominciò a praticare la sua fede in questa divinità, Tenchi Kane no Kami, che gli rivelò molteplici insegnamenti attraverso esperienze spirituali. Il 15 Novembre 1859, (la data che è considerata la data di fondazione della fede Konkōkyō) Tenchi Kane no Kami chiese a Bunjirō di rinunciare alla sua carriera di contadino, e di aiutare le persone ascoltandole e pregando per i loro problemi e le loro richieste, e diventare un sacerdote. Bunjirō rispose rinunciando al lavoro e si dedicò ad aiutare gli altri.
Insegnò a coloro che visitavano il suo luogo di preghiera che Tenchi Kane no Kami "Desidera aiutare e salvare le persone, ma può farlo solo tramite altre persone. Aiutando gli altri, uno compie il lavoro della divinità. Questa divinità dipende sulla gente, e allo stesso tempo, la gente dipende su questa divinità, in una mutuale soddisfazione."
In poco tempo, il numero di visitatori in ricerca di consiglio e guida spirituale aumentò, e si formò un gruppo di discepoli chiamati deyashiro per aiutare Bunjirō a diffondere gli insegnamenti di questa divinità.
Dopo il Rinnovamento Meiji del 1868, le politiche religiose del nuovo governo limitarono temporaneamente l'insegnamento del Konkōkyō, a causa del fatto che Tenchi Kane no Kami non ra una divinità presente nel Kojiki (le quali erano le uniche divinità il cui culto era approvato durante il periodo Meiji), ma questa fu un'occasione per sviluppare importanti aspetti che hanno finito per preservare la storia e gli insegnamenti Konko, come il memoriale Konkō Daijin Oboegaki, scritto da Bunjirō per documentare le sue esperienze spirituali e il suo modo di vivere giornaliero nella fede di Tenchi Kane no Kami. Negli anni seguenti, compilò il Oshirase-goto oboechō (Testimonianza delle Rivelazioni) che documenta le esperienze spirituali con chiarezza. Il 10 Ottobre 1883 Bunjirō morì all'età di settant'anni.
Gli succedette suo figlio, Konko Ieyoshi, che venne considerato il suo successore e il leader spirituale che continuò il modo di aiutare il prossimo tipico del Konkōkyō, sostenuto anche dai discepoli di Bunjirō. Inoltre, discepoli come Satō Yoshio realizzarono attività di proselitismo volte a unificare il movimento, e nel 1885 il gruppo ottenne il riconoscimento come lo Shintō Konkō Kyōkai, affiliato alla branca Bitchū dell’organizzazione Shintō Jimukyoku.
La linea familiare Konko continua sin da allora, e i suoi successori sono responsabili di essere i leader spirituali e guide della vera via Konko - cioè gli insegnamenti di Tenchi Kane no Kami - sin dalla morte di Bunjirō.
Oggigiorno il successore e capo spirituale del Konkōkyō è il figlio di quinta generazione, Heiki Konko.

## Insegnamenti
Nel Konkōkyō, ogni cosa è considerata come in profonda correlazione con il resto. Kami non è visto come distante, o che abiti in paradiso, ma come presente nel mondo. Si dice che l'universo sia il corpo di Tenchi Kane no Kami, e che la sofferenza sia causata dall'individuo che ignora i legami che collegano tutte le cose. Gli insegnamenti del Konkōkyō sono centrati sul miglioramento della vita umana nel mondo apprezzando il creato, vivendo in modo retto, aiutandosi a vicenda, e pregando per gli altri. Seguendo questi precetti, si dice che chiunque possa diventare un ikigami, o kami vivente - qualcuno che aiuta il prossimo in modo incondizionato e ha raggiunto la pace interiore. Un ikigami non è una persona speciale o qualcuno con misteriosi poteri mistici. È la persona ideale che si sforza di salvare la gente dalla sofferenza e dai problemi, e cerca di rendere il mondo un posto più felice in cui vivere. Dopo la morte, si crede che gli spiriti dei deceduti rimangano nell'universo some mitama-no-kami (divini spiriti ancestrali), connessi a Tenchi Kane no Kami.
Bunjirō insegnò che uno possa ricevere l'aiuto di Tenchi Kane no Kami "avendo fede in Kami con cuore sincero" (in giapponese, Jitsui Teinei Shinjin)
Il Konkōkyō insegna che c'è una relazione di dipendenza tra le persone e Tenchi Kane no Kami. Le persone non possono esistere senza Tenchi Kane no Kami, e Tenchi Kane no Kami non può esistere senza le persone. Grazie all'aria, l'acqua, il cibo, e gli altri doni dell'universo, gli esseri viventi possono prosperare. In cambio, Tenchi Kane no Kami chiede che le persone aiutino il prossimo, che vivano in armonia con l'Universo, e di far sì che il mondo sia un posto pacifico dove tutti possano vivere. Seguendo i desideri di Tenchi Kane no Kami si portano alla luce le sue virtù. Grazie a questa relazione interdipendente, sia Tenchi Kane no Kami e le persone possono continuare ad esistere e a rendere il mondo un posto migliore.
Un aspetto che definisce il Konkōkyō in modo unico è il Toritsugi, che significa mediazione. Ne Konkōkyō, il Toritsugi è una pratica spirituale grazie alla quale le persone possano condividere un legame diretto con Tenchi Kane no Kami. Uno può ricevere il Toritsugi da un sacerdote Konko, in genere in una chiesa Konko. Un visitatore entra nella chiesa, si siede di fronte al sacerdote, e parla di qualunque cosa voglia, che può essere una richiesta di aiuto per risolvere un problema, o un semplice ringraziamento.
Nel Toritsugi, una volta che il visitatore ha finito di parlare, il sacerdote riporta le sue parole allo spirito di ikigami Konko Daijin (il nome formale spirituale di Bunjirō, che è stato il primo a insegnare il Toritsugi di Tenchi Kane no Kami) una preghiera. Ikigami Konko Daijin dunque aiuta il sacerdote a riportare le parole a Tenchi Kane no Kami.
Tenchi Kane no Kami dunque riporta la sua risposta al sacerdote, che la ripeterà alla persona.
Comprendendo il significato degli insegnamenti di Tenchi Kane no Kami e dei suoi consigli, il visitator può ottenere aiuto per i suoi problemi o essere calmato dall'ansia sapendo che la divinità ha sentito le sue parole. Il Toritsugi può aiutare la persona a mettere un problema più in prospettiva e a trovare una soluzione nel proprio animo.
Tenchi Kane no Kami chiede che le persone comprendano i suoi insegnamenti, così che diventino consapevoli della loro relazione con l'universo e le sue vie. Seguendo le leggi dell'universo invece di combatterle, le persone possono evitare problemi che avrebbero portato a della sofferenza. Anche se il Toritsugi è praticato di solito dai sacerdoti, anche le persone laiche sono incoraggiate a fare uso del Toritsugi per aiutare il prossimo. Quando si incontrano persone sofferenti, l'insegnamento del Konkōkyō è di ascoltare i loro problemi, dare loro supporto, e pregare per il loro benessere e la loro felicità. Tenchi kane no Kami spera che tutte le persone possano mediare e aiutare gli altri.
Nel Konkōkyō ci sono chiese dove le persone possono frequentare per pregare. Anche se il Konkōkyō insegna che Tenchi Kane no Kami è ovunque, e che coloro che lo desiderano possano comunicare con Kami ovunque e in qualunque momento, la chiesa è un posto per ricevere assistenza e mediazione tramite il Toritsugi, e per aiutare le persone a concentrarsi in preghiera, apprezzare i doni ricevuti, chiedere scusa per qualunque offesa si crede di aver commesso, e perché sia un rifugio calmo e sicuro da visitare.
La religione insegna che tutte le persone siano nate dall'universo, e che dunque siano connesse ad esso. Questo significa che tutte le persone siano connesse tramite Tenchi Kane no Kami, e che dunque non ci sia nessuno che non appartenga. Il Konkōkyō desidera che tutti, senza badare alla provenienza, religione, genere, e mestiere, possano lavorare insieme per risolvere i problemi nel mondo. La fede inoltre rispetta e accetta tutti i gruppi etnici e tutte le religioni.
Il Konkōkyō non forza né richiede che si debba abbandonare un'altra religione prima di seguire i suoi precetti; i credenti sono liberi di praticare un'altra religione contemporaneamente.
Tutte le persone sono ritenute uguali indipendentemente dalla provenienza, religione, genere, mestiere, status sociale, e beni materiali posseduti. Le donne nel Konkōkyō inoltre sono molto rispettate, e ci sono molte donne con la posizione di capo sacerdotessa nelle sue chiese.
Il Konkōkyō non impone nessuna restrizione nel mangiare o nel bere. I fedeli del Konkōkyō possono bere alcolici, caffeina, carne, ecc.
Non è richiesta l'astinenza sessuale né per i sacerdoti né per chiunque altro. Non ci sono restrizioni di alcun genere, e non sono richieste offerte di alcun genere.

## Dati sul Konkōkyō
Le seguenti informazioni risalgono al 1 dicembre 2012 (Kondō, 2013, p. 39)
- Chiese (教会) 1.550
- Missioni (布教所) 10
- Sacerdoti (教師) 3.909
- Ministri assistenti/diaconi (補教) 1.855

Ci sono circa 450.000 fedeli.
Le chiese e missioni Konkōkyō si trovano negli Stati Uniti d'America, Canada, Brasile, Germania, Paraguay, Corea del Sud, e soprattutto in Giappone. A causa del suo retaggio culturale giapponese, il Konkōkyō ha un numero limitato di chiese all'estero.
Attraverso le sue varie chiese e missioni, il Konkōkyō organizza attività e organizzazioni che contribuiscono a soddisfare le necessità della società moderna, quali il Centro di Attività per la Pace del Konkōkyō, la Biblioteca Konkōkyō, le chiese Konkō di Izuo Miyako Homes (India, Bangladesh, e Nepal), la Fondazione Yatsunami, la Fondazione Medica Shinkō-kai, l'Accademia Konkō, l'Orfanotrofio Wakaba, e il Parco Memoriale Katsuragi (cimitero) (Takahashi, 1994).

## Relazione con lo Shintō
Dato che la società giapponese ai tempi di Bunjirō, il fondatore, era molto coinvolta con lo Shinbutsu Shugo, la religione Konkōkyō ha legami stretti con i metodi, le tradizioni, e i rituali appartenenti allo Shintoismo, e molti di essi fanno ancora parte delle cerimonie.
A causa delle nuove leggi del Rinnovamento Meiji riguardo alle pratiche dello Shintoismo, il Konkōkyō venne classificato come scuola appartenente allo Shinto settario. Grazie a questo, si poté continuare a praticare il Konkōkyō senza ripercussioni dal governo.
Il Konkōkyō non ha mai rinunciato a questa classificazione anche una volta che fu libero di farlo alla fine della seconda guerra mondiale, insieme all'abolizione dello Shinto di Stato, diventando poi lo Shintoismo attuale.
Anche nel Gennaio 2018, il Konkōkyō mantiene la sua appartenenza alla Kyoha Shintō Rengokai, l'Associazione dello Shintoismo settario.
Alcuni fedeli Konko, tuttavia, non danno molta importanza in genere all'appartenenza del Konkōkyō allo Shintoismo settario. Alcuni lo considerano una religione indipendente, mentre altri danno più importanza alla sua classificazione, considerandolo appieno una scuola shintoista.
La filosofia, le pratiche, e gli insegnamenti del Konkōkyō sono in linea con l'Associazione dei santuari shintoisti; e dato che sia lo Shintoismo templare sia il Konkōkyō sono scuole shintoiste ci sono molti fedeli che si considerano shintoisti.
Il Konkōkyō comunque non è dogmatico; le interpretazioni e le convinzioni personali riguardo allo Shinto cambiano di persona in persona e per regione. Tuttavia nella sua natura intrinseca e storica, così come per i rituali e le cerimonie, il Konkōkyō è profondamente connesso alle pratiche shintoiste.
Dato che lo Shinto templare è l'organizzazione più diffusa in Giappone, si pensa che il Konkōkyō sia differente dallo Shintoismo, quando invece è più accurato dire che è differente dallo Shinto templare, pur mantenendo radici propriamente shintoiste. Le uniche differenze tra lo Shinto templare e il Konkōkyō sono:
- La Mediazione Toritsugi, che è unica al Konkōkyō;
- Le chiese Konko non offrono materiali comunemente visti nei templi dello Shinto templare, quali ofuda e omamori, a causa dell'insegnamento di Tenchi Kane no Kami che le chiese Konko non debbano essere luoghi dove le persone si sentono spinte a donare soldi per ricevere la protezione degli omamori, o per ottenere un ofuda per pregare a Tenchi kane no Kami. In più, si insegna che se uno ne ha l'abilità finanziaria e vuole ofuda o omamori, è bene che dia supporto ad altri templi o santuari di altri Buddha e Kami. Questo è anche il motivo per il quale il Konkōkyō non ha offerte rituali, e non richiede donazioni dai visitatori;
- Il Konkōkyō considera centrale sia nelle preghiere sia sugli altari il Tenchi Kakitsuke [il Ricordo Universale]. Alcune chiese hanno solo un Tenchi Kakitsuke, mentre altre hanno altri oggetti tradizionali tipici dei santuari shintoisti, come gli specchi sacri, o gohei, per indicare la presenza della divinità;
- Anche se i fedeli Konko possono pregare ad altre divinità, come Amaterasu, la divinità principale dello Shinto templare, il Konkōkyō si concentra su Tenchi Kane no Kami, e dà uguale rispetto a tutte le divinità, non dando maggiore importanza a uno o l'altro Kami, dato che sono tutti parte dell'universo.

Questa fede inoltre differisce per il fatto che non si osservano i tabù tradizionali dei giorni sfortunati, o delle età sfortunate, e delle direzioni infauste. Non ci sono distinzioni tra cose pure o impure, e posti sacri o non sacri. Il concetto di posti dove il potere spirituale è più concentrato esiste, ma questo non influenza la sua sacralità, dato che tutto ciò che sta nell'universo è sacro di per sé.
È inoltre degno di nota che alcune chiese, specialmente quelle oltremare, hanno adottato dei cambiamenti nello stile di preghiera per essere più accoglienti verso coloro che non sono familiari con la cultura giapponese.
Alcune preghiere uniche al Konkōkyō sono state scritte nel 1985 dalle preghiere Shinto tradizionali — l'Amatsu Norito e l'Ōharae no Kotoba — per la Shinzen Haishi [Preghiera a Kami] e la Reizen Haishi [Preghiera agli Spiriti ancestrali]. Nonostante ciò, alcune chiese sia oltremare sia in Giappone, mantengono i rituali e le preghiere Shinto tradizionali. Ci possono essere cambiamenti di chiesa in chiesa, e da sacerdote a sacerdote.